# 東京都交通局
東京都交通局（日语：／ Tōkyō-to Kōtsū-kyoku */?）是日本東京都的地方公營企業之一，專責經營東京都及附近周邊區域的公營交通事業。其旗下的公共交通事業，又被統稱為「都營交通」（／ To-ei kōtsū）。
東京都交通局基於地方公營企業法，負責軌道（路面電車、單軌電車、新交通系統）、鐵路（都營地下鐵）、巴士（都營巴士）、電氣（水力發電）等公用事業的經營。

## 路線列表
| 路線顏色           | 記號 | 路線編號 | 中文線名      | 日文線名 | 起點              | 終點                    | 距離（公里）              |
| ------------------ | ---- | -------- | ------------- | -------- | ----------------- | ----------------------- | ------------------------- |
| 都營地下鐵（都營） |      |          |               |          |                   |                         |                           |
| 玫瑰紅色           | A    | 1號線    | 淺草線        |          | 西馬込（A-01）    | 押上（A-20）            | 18.3                      |
| 藍色               | I    | 6號線    | 三田線        |          | 目黑（I-01）      | 西高島平（I-27）A       | 26.5                      |
| 葉綠色             | S    | 10號線   | 新宿線        |          | 新宿（S-01）      | 本八幡（S-21）          | 23.5                      |
| 洋紅色             | E    | 12號線   | 大江戶線      |          | 新宿西口（E-01）  | 光丘（E-38）            | 放射部：12.9 環狀部：27.8 |
| 東京都電車（都電） |      |          |               |          |                   |                         |                           |
| 粉紅色             | SA   |          | 荒川線        |          | 三之輪橋（SA 01） | 早稻田（SA 30）         | 12.2                      |
| 東京都懸垂電車     |      |          |               |          |                   |                         |                           |
|                    |      |          | 上野懸垂線    |          | 上野動物園東園    | 上野動物園西園          | 0.3                       |
| 新交通系統         |      |          |               |          |                   |                         |                           |
|                    | NT   |          | 日暮里-舍人線 |          | 日暮里（NT 01）   | 見沼代親水公園（NT 13） | 9.7                       |

其他
- 都營巴士（東京都乘合自動車與東京都貸切自動車）
- 發電

## 組織
- 局長（公營企業管理者）
- 次長
- 技監
  - 總務部
    - 總務課、總合計劃課、經營管理課、財務課、客戶服務課、情報系統課

  - 職員部
    - 人事課、勞務課、研修所

  - 資産運用部
    - 資產活用課、事業開發課、會計課、契約課

  - 電車部
    - 管理課、營業課、運轉課

  - 自動車部
    - 管理課、計劃課、營業課、車輛課

  - 車輛電氣部
    - 管理課、車輛課、電力課、信號通信課

  - 建設工務部
    - 管理課、計劃改良課、保線課、建築課

## 外部鏈結
- 東京都交通局 （页面存档备份，存于）